# Bistrica (Naklo, Slovenija)
Bistrica je naselje u slovenskoj Općini Naklu. Bistrica se nalazi u pokrajini Gorenjskoj i statističkoj regiji Gorenjskoj. 

## Stanovništvo
Prema popisu stanovništva iz 2002. godine naselje je imalo 82 stanovnika.